# Paralamprops margidens
Paralamprops margidens är en kräftdjursart som beskrevs av Francis Day 1978. Paralamprops margidens ingår i släktet Paralamprops och familjen Lampropidae. Inga underarter finns listade i Catalogue of Life.